# Дол-при-Любляні (община)
Община Дол-при-Любляні (словен. Občina Dol pri Ljubljani) — одна з общин в центральній Словенії. Адміністративним центром є місто Дол-при-Любляні.

## Населення
У 2011 році в общині проживало 5516 осіб, 2750 чоловіків і 2766 жінок. Чисельність економічно активного населення (за місцем проживання), 2415 осіб. Середня щомісячна чиста заробітна плата одного працівника (EUR), 1119,90 (в середньому по Словенії 987.39). Приблизно кожен другий житель у громаді має автомобіль (54 автомобілі на 100 жителів). Середній вік жителів склав 38,4 роки (в середньому по Словенії 41.8). 